# Ñ
N z tyldą to litera alfabetu łacińskiego spotykana w pisowni kilku języków na świecie.

## Wartość foniczna
W zależności od języka litera ta stanowi grafem lub jest elementem digrafu.

### Język hiszpański
Najczęściej kojarzona z językiem hiszpańskim, głównie ze względu na zasięg terytorialny tego języka oraz praktyczne nieużywanie jej w innych popularnych językach.
Pojawiała się, dla zaoszczędzenia miejsca, już w tekstach łacińskich kopiowanych w klasztorach w miejsce podwójnego nn. Jako że w języku hiszpańskim podwójne nn zmieniło się w spółgłoskę nosową podniebienną (API:[ɲ]), znak ten pozostał w tym języku dla oznaczania właśnie tej głoski.
Stylizowana litera Ñ została użyta w logo Instytutu Cervantesa.

### Język galisyjski
W języku galisyjskim litera ta pojawiła się w najstarszym zabytku piśmiennictwa w tym języku w roku 1228 (Foro do bo burgo do Castro Caldelas). Język hiszpański (kastylijski) zaczął penetrować ten region w XV i XVI wieku, jest więc mało prawdopodobne, aby (jak się często uważa) właśnie z tego języka została ona zaadaptowana.
Ma taką samą wartość, jak w języku hiszpańskim - spółgłoska nosowa podniebienna (IPA:[ɲ]).

### Język asturyjski
Najprawdopodobniej zaadaptowana z języka hiszpańskiego. Posiada identyczną wartość foniczną - spółgłoska nosowa podniebienna (IPA:[ɲ]).

### Język guarani
Zaadaptowana z języka hiszpańskiego. Posiada identyczną wartość foniczną - spółgłoska nosowa podniebienna (IPA:[ɲ]).

### Język bretoński
W języku bretońskim litera ñ nie stanowi oddzielne grafemu lecz jedynie wskazuje na nazalizację poprzedzającej ją samogłoski a, e lub i.

### Język krymskotatarski
Język krymskotatarski jest najczęściej zapisywany cyrylicą, jednak od lat 90 XX wieku obserwuje się równoległą adaptację alfabetu łacińskiego do tego języka. Alfabet ten jest wzorowany na alfabecie języka tureckiego z kilkoma modyfikacjami. Jedną z tych modyfikacji jest obecność litery ñ, która ma wartość foniczną spółgłoski nosowej tylnojęzykowo-miękkopodniebiennej (IPA: [ŋ]).

### Język wotycki
Pisownia języka wotyckiego nie została do tej pory skodyfikowana. Litera ñ pojawia się w niektórych propozycjach, między innymi w alfabecie Mehmeta Muslimowa.

### Język filipiński
Zaadaptowana z języka hiszpańskiego. Posiada identyczną wartość foniczną - spółgłoska nosowa podniebienna (IPA:[ɲ]).

### Język czamorro
Alfabet języka czamorro jest wzorowany na alfabecie języka hiszpańskiego. Mimo że litera ñ istnieje w alfabecie obok litery n, obydwu liter nie rozróżnia się i są wymawiane jako spółgłoska nosowa podniebienna (IPA:[ɲ]).

### Język wolof
Litera ñ odpowiada spółgłosce nosowej podniebiennej (IPA:[ɲ]).

### Inne języki
Litera ta występuje również w zapożyczeniach z hiszpańskiego w takich językach, które nie posiadają jej we własnym alfabecie. Na przykład w języku polskim jest często spotykana w terminologii kulinarnej (jalapeño, piña colada), choć bardzo często pomija się ją w pisowni (jalapeno, pina colada lub nawet pinacolada).

## Użycie w informatyce
Z powodów technicznych (brak obsługi polskich znaków diakrytycznych) zdarza się ją spotykać jako zamiennik polskiego ń, które ma identyczny odpowiednik głoskowy, jak hiszpańskie ñ.